# Иллигер, Иоганн Карл Вильгельм
Иоганн Карл Вильгельм И́ллигер (нем. Johann Karl Wilhelm Illiger; 19 ноября 1775, Брауншвейг — 10 мая 1813, Берлин) — германский зоолог.
Был сыном купца из Брауншвейга. Изучал энтомологию под руководством И. К. Л. Гельвига. Был профессором, директором Берлинского зоологического музея с момента его основания в 1810 году. В 1802—1807 годах Иллигер издавал «Энтомологический журнал» (нем. „Magazin für Insektenkunde“).
Из отдельных трудов Иллигера выделяется «Систематический очерк млекопитающих и птиц» (лат. Prodromus systematis mammalium et avium; 1811), представлявший собой попытку усовершенствования систематики Линнея.